# Godshorn
Godshorn è una frazione (Ortsteil) della città di Langenhagen, nel land della Bassa Sassonia, in Germania.

## Storia
Già comune autonomo nel circondario di Hannover, fu soppresso e incorporato a Langenhagen il 1º marzo 1974.